# Seubersdorf in der Oberpfalz
Seubersdorf in der Oberpfalz (amtlich: Seubersdorf i.d.OPf.) ist eine Gemeinde im Oberpfälzer Landkreis Neumarkt in der Oberpfalz.

## Geografie

### Geografische Lage
Die Gemeinde, etwa zehn Kilometer südöstlich von Neumarkt i.d.OPf. gelegen, liegt auf einem zur mittleren Frankenalb gehörenden Höhenrücken zwischen der Schwarzen Laber und der Weißen Laber. Im Gemeindeteil Wissing entspringt die Wissinger Laber.

### Gemeindegliederung
Es gibt 19 Gemeindeteile (in Klammern ist der Siedlungstyp angegeben):
- Batzhausen (Pfarrdorf)
- Daßwang (Pfarrdorf)
- Eichenhofen (Pfarrdorf)
- Freihausen (Kirchdorf)
- Gastelshof (Weiler)
- Haag (Einöde)
- Ittelhofen (Kirchdorf)
- Klingelmühle
- Krappenhofen (Kirchdorf)
- Neuhausen (Weiler)
- Riedhof (Weiler)
- Schnufenhofen (Kirchdorf)
- Seubersdorf i.d.OPf. (Pfarrdorf)
- Wachtlhof (Weiler)
- Waldhausen (Kirchdorf)
- Waldkirchen (Pfarrdorf)
- Willmannsdorf (Weiler)
- Winn (Dorf)
- Wissing (Pfarrdorf)

Frischgrün ist kein Gemeindeteil.

## Geschichte
Erstmals urkundlich genannt wurde Seubersdorf mit der Schreibweise Seyferßdorf im Jahr 1320 als zur Landgerichtsschranne Freyenstat gehörende Galgenstätte.
Seubersdorf war ein Teil der Herrschaft Holnstein, die Franz Ludwig von Holnstein, dem unehelichen Sohn des bayerischen Kurfürsten Karl Albrecht (Kaiser Karl VII.), 1747 als böhmisches Lehen übertragen worden war. Das Gemeindewappen ist jedoch eine Mischung aus Elementen der Wappen der Adelsfamilien, die für die zum Gemeindegebiet gehörende ehemalige Hofmark Ittelhofen am bedeutsamsten waren. So sollen die sechs goldenen Lindenblätter auf rotem Grund an die Herren von Ittelhofen (Uttelhofen) und der schwarze, von blauen Wolken umkranzte Doppeladler auf goldenem Grund an die Familie Apian erinnern.
Auf einer Bergkuppe bei Seubersdorf befindet sich die Ruine der Burg Adelburg aus dem 12. Jahrhundert.
Eingemeindungen
Im Zuge der Gebietsreform in Bayern wurden am 1. Januar 1972 die Gemeinden Eichenhofen mit den Gemeindeteilen Gastelshof und Haag und Wissing mit dem Gemeindeteil Wachtlhof eingegliedert. Am 1. Juli 1976 kamen Ittelhofen mit Waldkirchen, das noch am 1. Januar 1976 von Hermannsberg nach Ittelhofen umgegliedert worden war, und Schnufenhofen mit Krappenhofen hinzu. Am 1. Mai 1978 folgten Batzhausen mit Waldhausen, Klingelmühle und Frischgrün sowie Daßwang mit den Ortsteilen Winn und Willmannsdorf.

## Politik

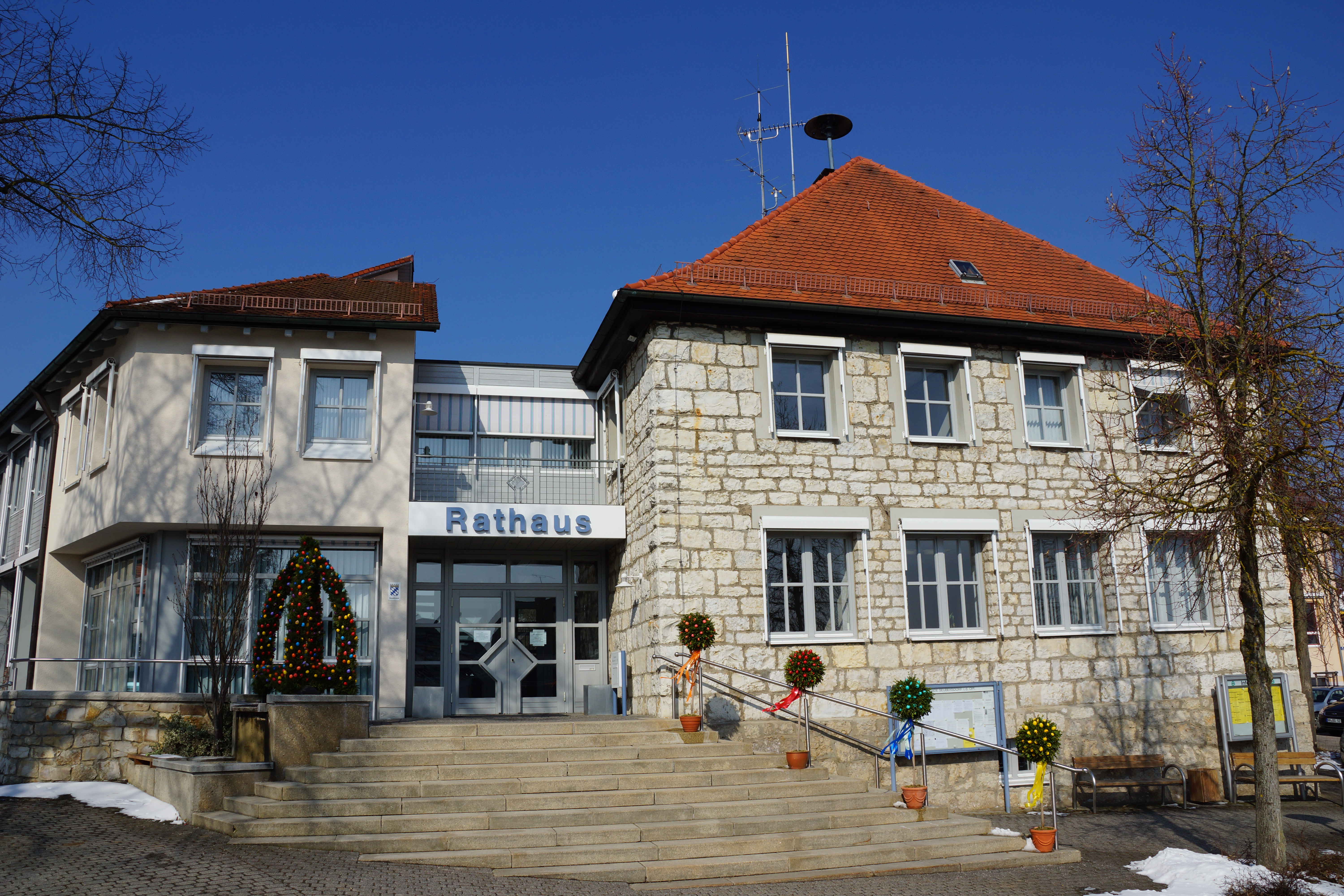
Rathaus in Seubersdorf

### Gemeinderat
Der Gemeinderat hat 20 Mitglieder:
- CSU 7 Sitze
- FREIE WÄHLER / Parteilose Wählergemeinschaft 5 Sitze
- SPD 4 Sitze
- Junge Bürger Gemeinde Seubersdorf 3 Sitze
- Zweckgemeinschaft Eichenhofen 1 Sitz

(Stand: Kommunalwahl am 15. März 2020)

### Bürgermeister
Bei der Wahl vom 7. Mai 2023 wurde Andreas Steiner (SPD) im ersten Wahlgang zum Ersten Bürgermeister gewählt. Seine Gegenkandidaten waren Wilhelm Bußmann (CSU) und Andreas Kellermeier (parteilos).
Zweiter Bürgermeister ist Thomas Meier (FREIE WÄHLER), Dritter Bürgermeister Karl Solfrank (FREIE WÄHLER).

### Wappen
| | Blasonierung: „Geteilt von Gold und Rot; oben ein schwarzer Doppeladler in blauem Wolkenkranz, unten sechs kreisförmig angeordnete goldene Lindenblätter.“ |
| Das Wappen stammt aus dem Hause der Ittelhofener und der Familie Apian, beide wohnhaft auf dem Hofmarkssitz zu Ittelhofen. Es wird seit 1979 geführt. | |

### Gemeindepartnerschaften
Es besteht eine Partnerschaft mit der Stadt Kirchdorf an der Krems in Oberösterreich.

## Kultur und Sehenswürdigkeiten

### Bauwerke

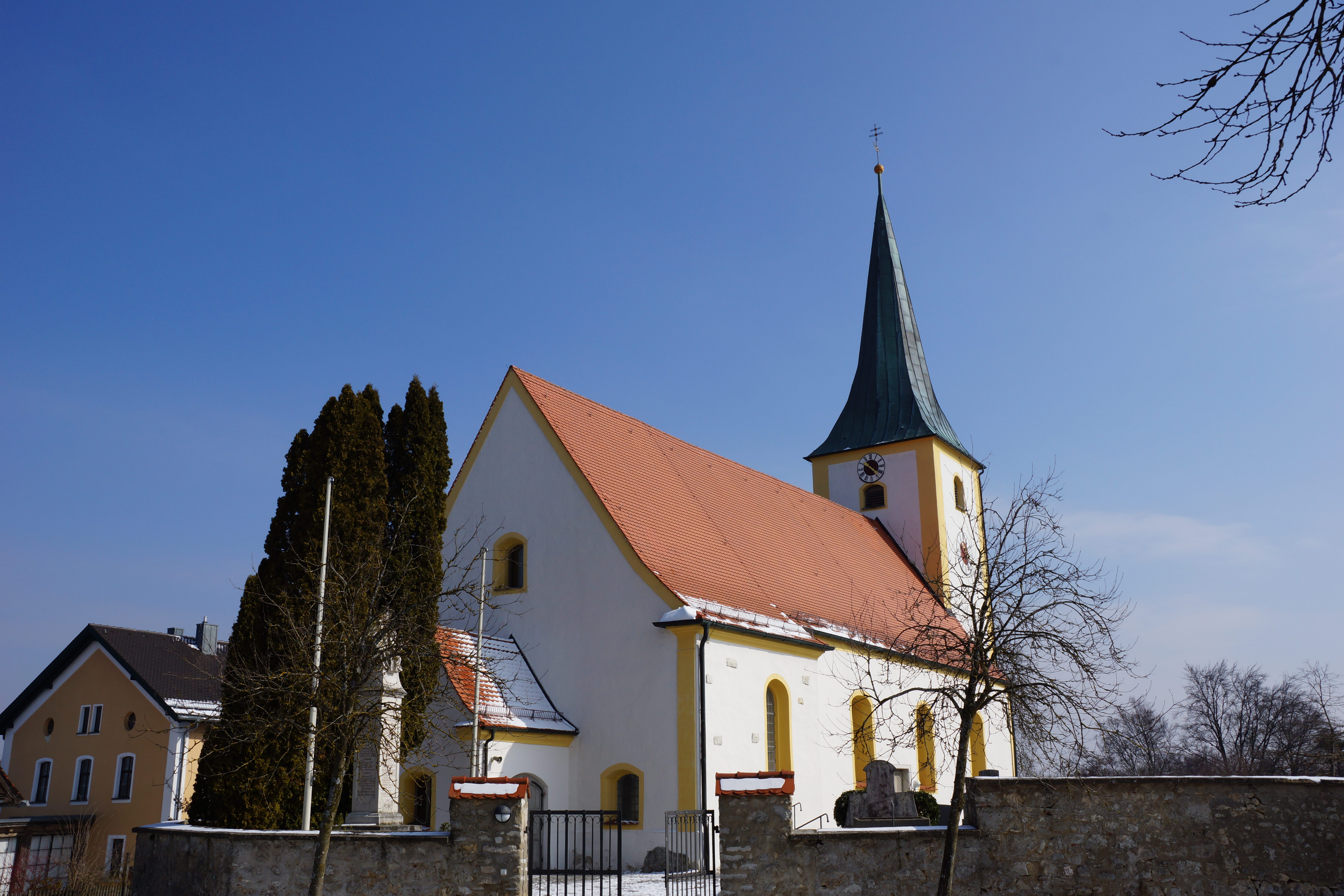
St. Peter und Paul in Waldkirchen

- Wallfahrtskirche Maria Hilf in Batzhausen
- Fernmeldeturm auf dem Göschberg bei Batzhausen
- Jacobikirche mit Epitaph des Claudius Apian und des Carl Apian in Ittelhofen
- Wallfahrtskirche St. Peter und Paul in Waldkirchen
- Kirche St. Leonhard in Waldhausen

### Sport
- ASV Batzhausen 1959 e. V.
- SV Eintracht Seubersdorf e. V.
- SV Freihausen 1965 e. V.
- DJK Johannis 1972 Dasswang e. V.
- Outdoor Batzhausen e. V.

### Oldtimervereine
- Oldtimerfreunde Batzhausen

### Regelmäßige Veranstaltungen
- Faschingssonntag: Faschingszug in Schnufenhofen
- Mariä Himmelfahrt (15. August): Kirchweih in Batzhausen und Wissing
- Erstes Septemberwochenende Seubersdorfer Kirchweih im Regnetstodl
- Zweiter Freitag im September Batzhauser Weinfest im Gemeindestodl
- 2. Oktober Rocknacht des Burschenvereins Wissing am Wissinger Sportplatz
- 31. Dezember Seubersdorfer Silvesterlauf

### Bildung

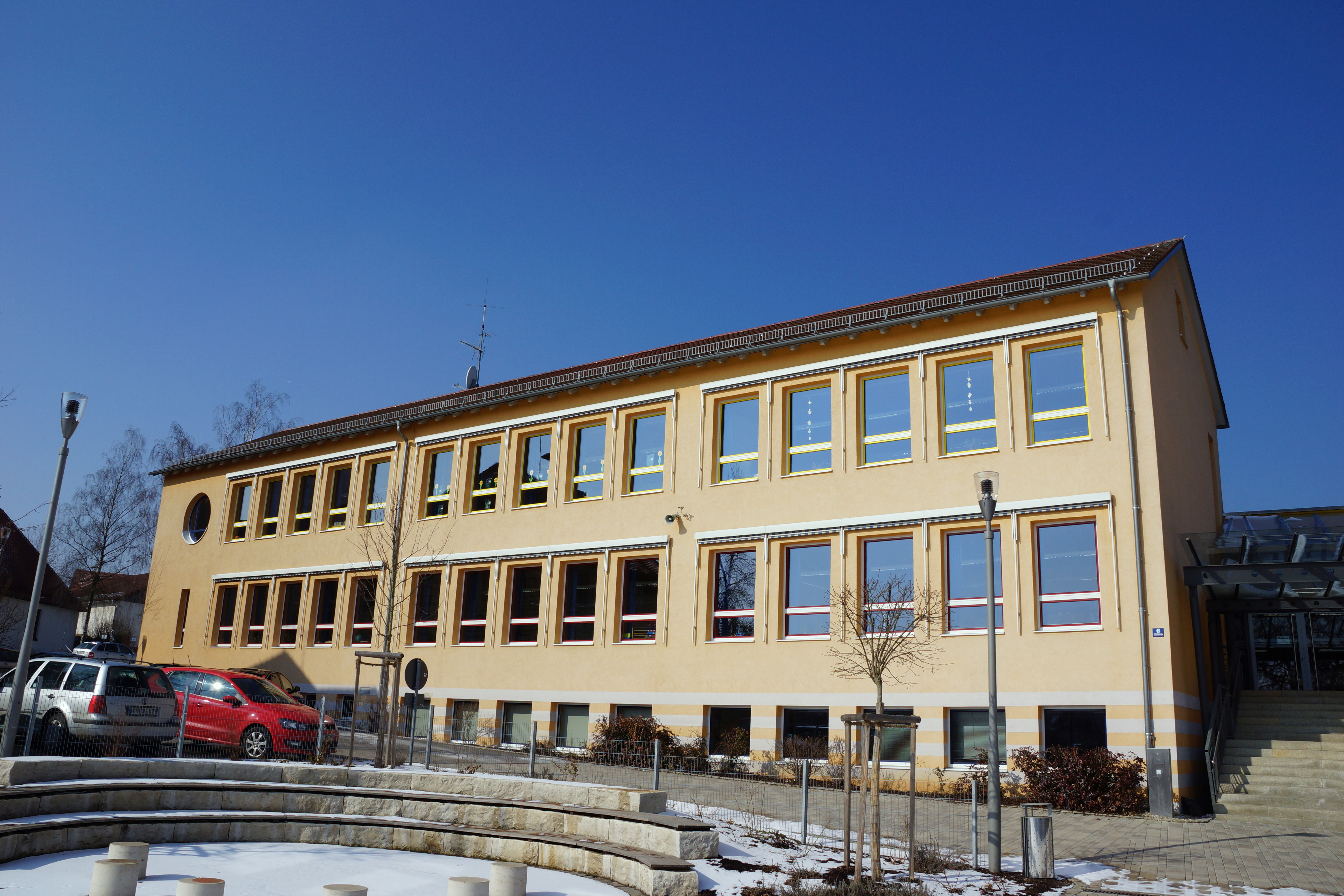
Grund- und Mittelschule Seubersdorf

- Grundschule, Mittelschule Seubersdorf

## Söhne und Töchter der Gemeinde
- Hans Pröll (1922–2017), Jurist und Landrat, im Ortsteil Freihausen geboren
- Josef Poxleitner (* 1948), Ministerialdirektor
- Gerda Stauner (* 1973), Schriftstellerin

## Verkehr

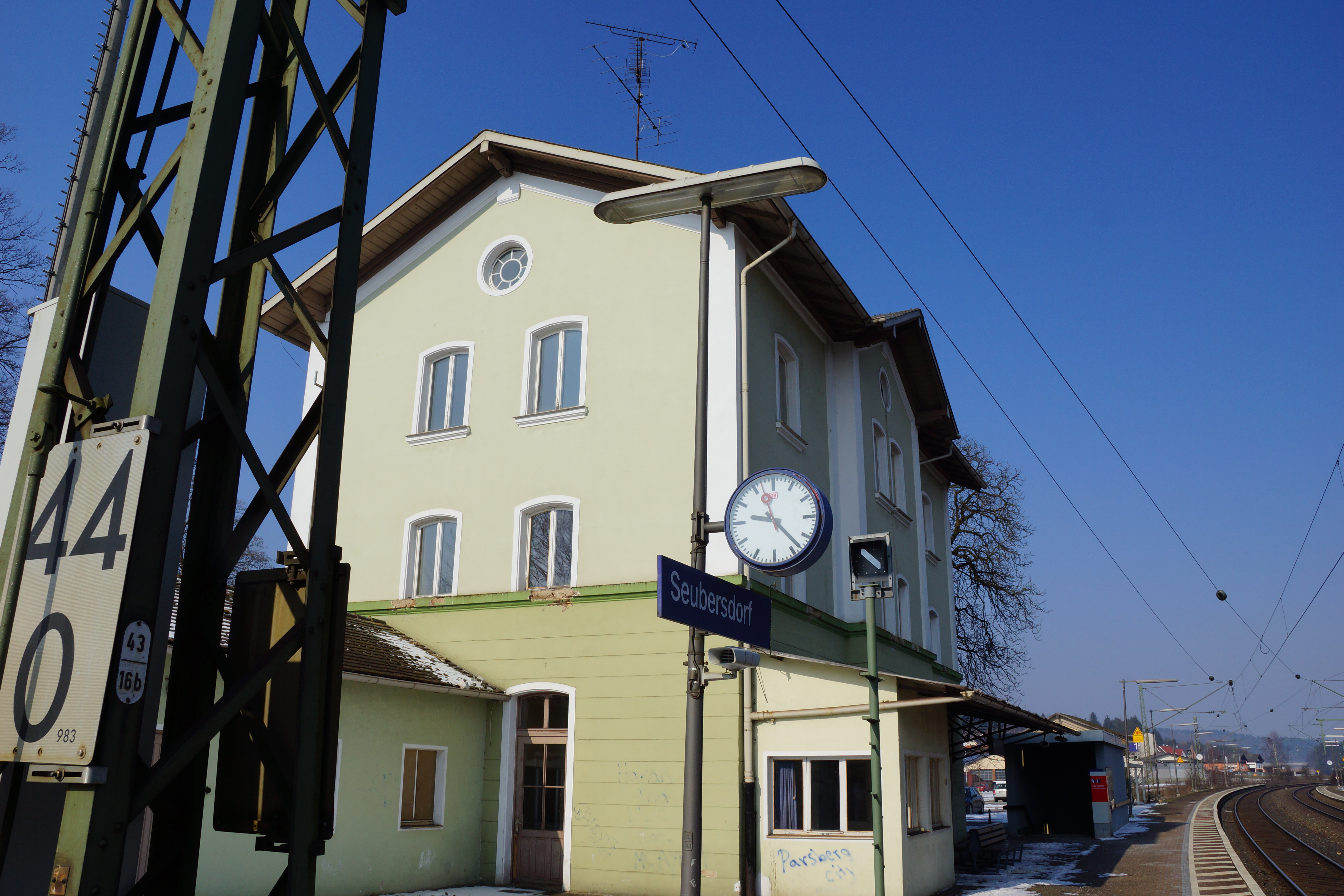
Bahnhof Seubersdorf

Der Bahnhof Seubersdorf liegt an der Bahnstrecke Nürnberg–Regensburg. Die Strecke wurde in den Jahren 1869 bis 1873 erbaut. Eröffnet wurde der Bahnhof Seubersdorf am 15. Mai 1873. Die anfangs eingleisige Trasse wurde zwischen 1894 und 1896 um ein zweites Gleis erweitert und 1950 elektrifiziert.